# Xestia ohtaniensis
Xestia ohtaniensis là một loài bướm đêm trong họ Noctuidae.